# Ella la Cour
 Ella la Cour (31. januar 1851 i Valby – 28. juni 1935) var en dansk skuespillerinde.
Den 18. februar 1873 scenedebuterede hun på Folketeatret hvor hun var indtil 1886. Mellem 1877 og 1881 optrådte hun på teatre i Norge. I 1882 kom hun tilbage til København, hvor hun optrådte på Dagmarteatret indtil 1884. Senere var hun også på teateret Casino og tilbage på Folketeateret (1908-09).
Hun filmdebuterede omkring 1908 hos Nordisk Film, hvor hun til udgangen af 1911 medvirkede i omkring 50 film. 1913-1916 var hun hos Kinografen, hvor hun medvirkede i omkring 10 film. Hendes sidste film blev den dansk-svenske Häxan (Heksen – indspillet 1920, premiere 1922) – da var hun 65 år.
Ella var datter af slagtermester Lars Sørensen Møller og hustru Maren Marie Møller. Hun blev gift den 12. august 1876 med skuespilleren Charles Dornonville de la Cour (1838 – 1921), men blev separeret i 1883. Ægteskabet blev opløst i 1886 – hun beholdt dog hans efternavn.

## Filmografi
| - Barn i Kirke (instruktør Viggo Larsen, 1908) - Gammel Kærlighed ruster ikke (ubekendt instruktør, 1909) - Den ny Huslærer (ubekendt instruktør, 1910) - Den hvide Slavehandel (som Bordelværtinde; instruktør August Blom, 1910) - Spionen fra Tokio (instruktør August Blom, 1910) - Blind Alarm (ubekendt instruktør, 1910) - Hestebøffen (ubekendt instruktør, 1910) - Zigeunersken (instruktør Einar Zangenberg, 1911) - Dyrekøbt Glimmer (instruktør Urban Gad, 1911) - Gennem Kamp til Sejr (som Monas mor; instruktør Urban Gad, 1911) - Ekspeditricen (som Geheimraadens frue; instruktør August Blom, 1911) - Det bødes der for (som Jansens kone; instruktør August Blom, 1911) - Kærlighedens Styrke (instruktør August Blom, 1911) - Vildledt Elskov (som Fruen; instruktør August Blom, 1911) - De to Hjem paa Nørrebro (instruktør Holger Rasmussen, 1911) - Spilopmageren (ubekendt instruktør, 1911) - Nonnen fra Asminderød (som Nonne; ubekendt instruktør, 1911) - Jagten paa Gentleman-Røveren Singaree (instruktør August Blom, 1911) - Hamlet (som Dronning Gertrud; instruktør August Blom, 1911) - Christian d. 4. og Forrædderen (ubekendt instruktør, 1911) - Carl Alstrup ved Skomagerlæsten (ubekendt instruktør, 1911) - Operationsstuens Hemmelighed (instruktør William Augustinus, 1911) - Anna fra Æbeltoft (instruktør Eduard Schnedler-Sørensen, 1911) - Folkets Vilje (instruktør Eduard Schnedler-Sørensen, 1911) - Det mørke Punkt (instruktør August Blom, 1911) - Ungdommens Ret (instruktør August Blom, 1911) - Hendes Ære (som Karen, Pouls mor; instruktør August Blom, 1911) - Den hvide Slavehandels sidste Offer (instruktør August Blom, 1911) - Jernbanens Datter (instruktør August Blom, 1912) | - Den Undvegne (instruktør August Blom, 1912) - Damernes Blad (som Redaktørens kone; instruktør August Blom, 1912) - Under Møllevingen (som Wilsons hustru; ubekendt instruktør, 1913) - Dødsklippen (som Ella, fiskerenke; instruktør Einar Zangenberg, 1913) - Ildfluen (som Zolan, Mikaels kone; instruktør Einar Zangenberg, 1913) - En Kvindes Ære (som Præstefruen; instruktør Einar Zangenberg, 1913) - I Tronens Skygge (som Skovriderens hustru; instruktør Einar Zangenberg, 1914) - Guld der hævner (ubekendt instruktør, 1914) - Tiger-Komtessen (som Grevinde Ørnskjold; ubekendt instruktør, 1914) - Forbandelsen (som Enkebaronessen, baronens mor; ubekendt instruktør, 1914) - Lotte vil paa Landet (som Lottas kammerpige; instruktør Henry Berény, 1915) - Fristerinden (som Frk. Jensen, husbestyrerinde; ubekendt instruktør, 1916) - Katastrofen i Jernbane-Tunnelen (som Fru Ford; ubekendt instruktør, 1917) - Heksen (som Karna, troldkvinde; instruktør Benjamin Christensen, 1922; svensk) - Sherlock Holmes i Bondefangerklør (ubekendt instruktør) - Spaakonens Datter (som Spåkonen; instruktør August Blom) - Gadeoriginalen (som Fru Krag, Povls tante; instruktør August Blom) - Modermærket (ubekendt instruktør) - Skarpretterens Søn (ubekendt instruktør) - Lavater Lee (ubekendt instruktør) - Den skæbnesvangre Opfindelse (instruktør August Blom) - Revolveren (ubekendt instruktør) - Lotterigevinsten (ubekendt instruktør) - Hittebarnet (som Den gamle enkegrevinde; instruktør Holger Rasmussen) - Dirkens Mester (ubekendt instruktør) - Stadig uheldig (instruktør Eduard Schnedler-Sørensen) - Tankelæseren (ubekendt instruktør) - Mads i Staden (ubekendt instruktør) |